# Duguetia calycina
Duguetia calycina là loài thực vật có hoa thuộc họ Na. Loài này được Benoist mô tả khoa học đầu tiên năm 1923.